# Karl Teller
Karl Teller, auch Betzalel Taler oder Karel (* 10. Mai 1889 in Vracov; † 18. Mai 1944 in Auschwitz) war ein jüdischer Schriftsteller, Dramatiker, Schauspieler, Zionist und Lehrer.

## Leben
Karl Teller wurde  als Sohn des Fleischhauers Leopold Teller (1861–1937) und seiner Ehefrau  Františka, geb. Bittnerová geboren. Er lebte bis Anfang 1909 in Kyjov.
Teller studierte in Wien Philosophie, Tschechisch und Deutsch und wurde 1911 mit dem Werk Untersuchungen von Máchas Jugendgedichten nach ihren Motiven und ihrer Sprache promoviert. Er war seit 1918 mit Olga Wellwarthová (* 1886; † 1944) verheiratet, welche auch während der Schoah ermordet wurde.
Von 1922 bis 1926 lehrte Teller als Professor an der deutschsprachigen Staatslehranstalt für Textilindustrie in Brünn. Bereits ab dem Gründungsjahr 1921 war er im Kuratorium des jüdischen Vereins-Ref.-Realgymnasium und unterrichtete dort ab 1924 mit halber Lehrtätigkeit, um noch an der deutschen Textilschule zu lehren. Ab 1926 war er am Deutschen Staatsgymnasium beschäftigt, schied als Lehrer an der Textilschule aus und reduzierte seine Lehrstunden am Realgymnasium. 1930/31 musste Teller aus dem Schuldienst ausscheiden.
Im Juni 1929 wurde seine Studie Die beiden Lager als Eröffnungsstück an der Jungjüdischen Bühne aus Brünn, wo die Familie seit 1919 wohnte, uraufgeführt.
Seit 1924 war er bis 1929 im Verein Toynbee aktiv, u. a. als deren Bibliothekar.
Im Dezember 1941 wurde er mit seiner Frau nach Theresienstadt deportiert und lebte dort noch drei Jahre. Ende Mai 1944 wurden beide nach Auschwitz gebracht und dort ermordet.

## Werke
- Altneue Menschen. Ein Judenroman. Dr. R. Färber, Mährisch-Ostrau, 1926.
- Ver Sacrum. Roman einsamer Mädchen. Radolfzell a. B., 1929[3]
- Die beiden Lager (1930)[3]
- Eva (1934)[3]
- Lerne mit Lachen. Tschechisch in 120 Lektionen (1934, insgesamt 5 Ausgaben bis 1939)[3]